# Illa de Siple
Illa de Siple és una illa de l'Antàrtida que fa 110 km de llarg i està deshabitada i coberta de gel. Es troba a la Terra de Marie Byrd. Ocupa una superfície de 6,390 km², està dominada pel volcà inactiu Mont Siple, de 3,110 m d'alt. Va rebre el seu nom el 1967 en honor de Paul A. Siple (1909 - 1968), membre de l'expedició de Richard E. Byrd.